# Pseudostellaria palibiniana
Pseudostellaria palibiniana är en nejlikväxtart som först beskrevs av Hisayoshi Takeda, och fick sitt nu gällande namn av Jisaburo Ohwi. Pseudostellaria palibiniana ingår i släktet Pseudostellaria och familjen nejlikväxter. Inga underarter finns listade i Catalogue of Life.